# Taxa de esforço
Taxa de esforço é a proporção do rendimento de um agregado familiar que é destinada ao pagamento de um empréstimo bancário.